# Glatter Kalkröhrenwurm
Der Glatte Kalkröhrenwurm (Protula tubularia) ist eine im Mittelmeer, Atlantik und der Nordsee vorkommende Art aus der Familie der Kalkröhrenwürmer.

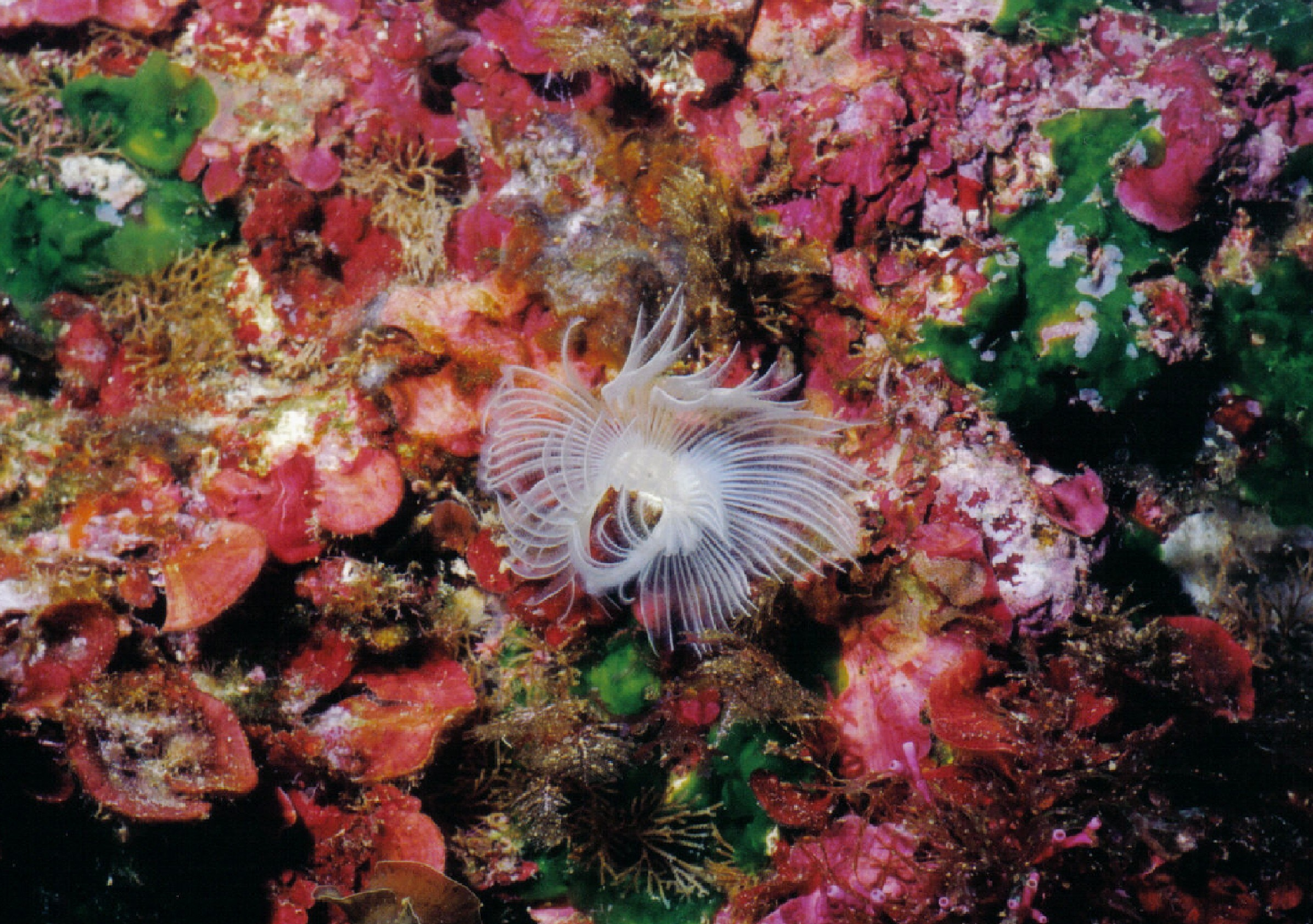
Glatter Kalkröhrenwurm mit weißer Tentakelkrone

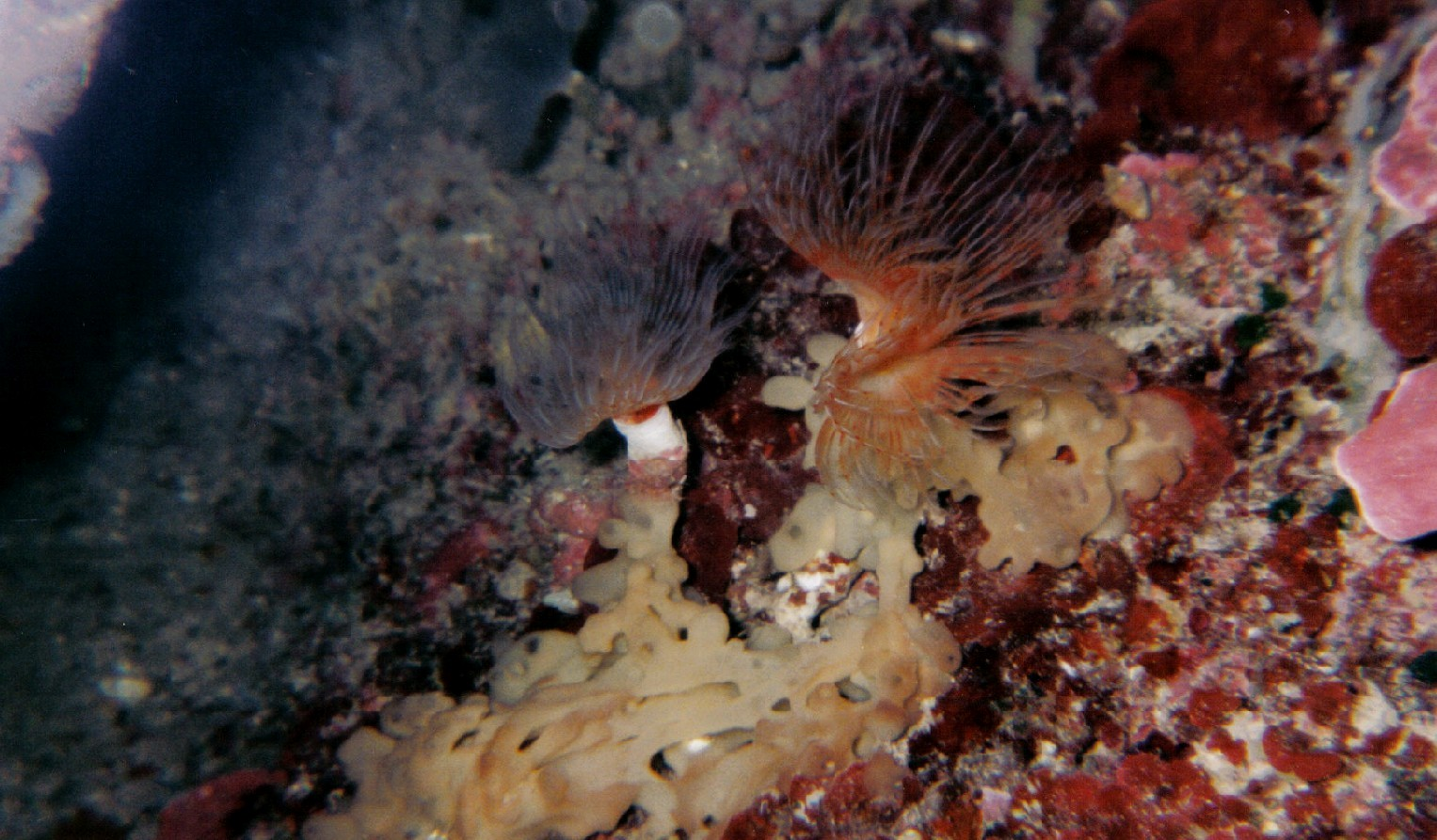
Zwei Röhrenwürmer mit weißer und oranger Tentakelkrone

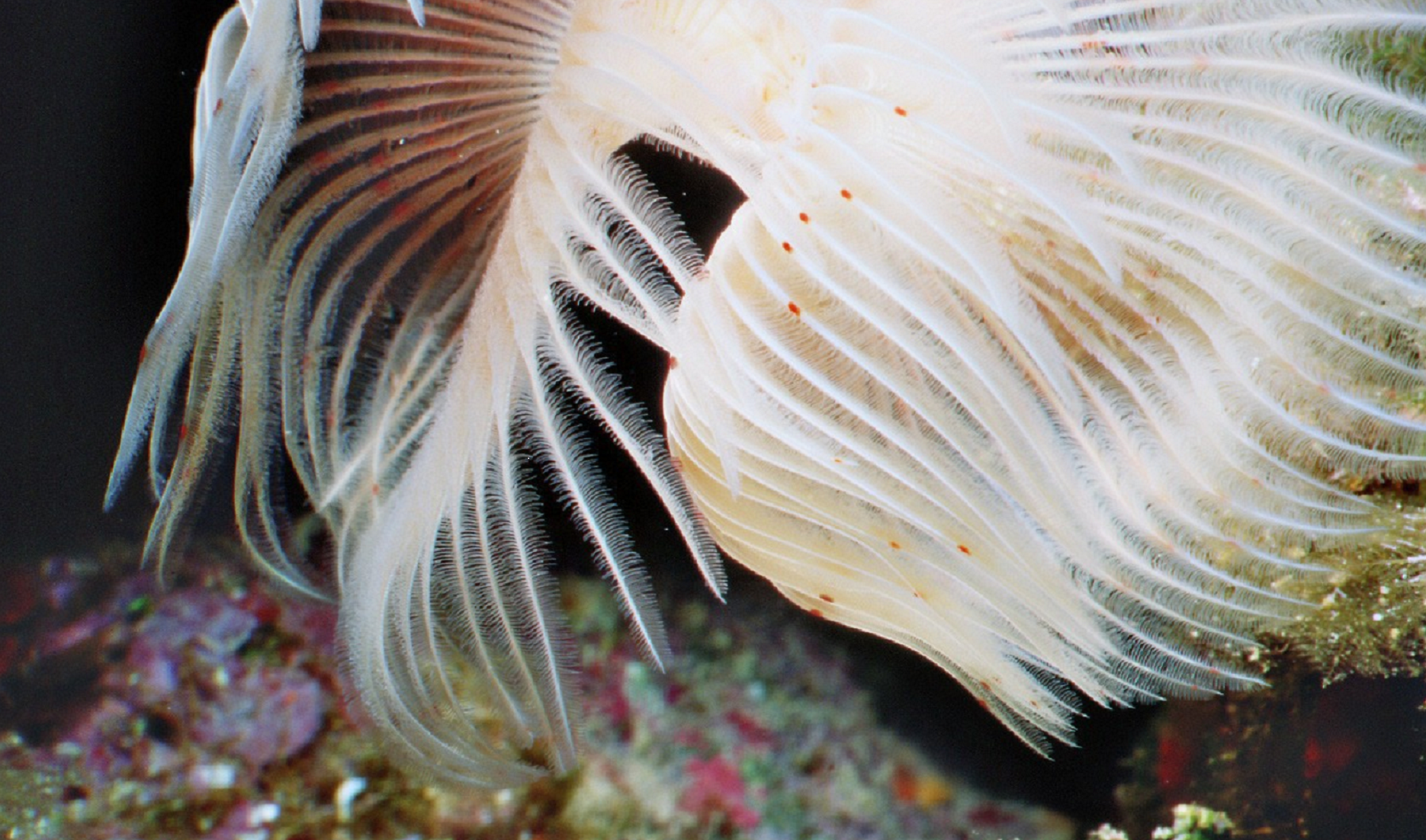
Großaufnahme der Fangarme

## Verbreitung
Die Art ist im gesamten Mittelmeer heimisch. Protula tubularia ist im Ostatlantik sowie im Nordwest-Atlantik anzutreffen.
Das Verbreitungsgebiet erstreckt sich in Europa bis zur irischen und britischen Küste. Es liegen auch Nachweise aus dem Golf von Maine, Neuseeland und Südafrika vor.

## Lebensraum
Die Art ist auf felsigen Böden, Steinen und sonstigen Hartsubstraten anzutreffen. Besonders häufig findet man Protula tubularia auf Geröllfeldern und der Felsküste des oberen Sublitorals.

## Verhalten
Der Glatte Kalkröhrenwurm baut im Querschnitt kreisrunde weiße Kalkröhren, die er dem jeweiligen Haftsubstrat (Fels etc.) ihrer Länge nach aufzementiert. Die Mündung der Röhre ragt dabei etwas ins offene Wasser hinaus. Der Wurm verlässt seine Röhre niemals. Er ernährt sich durch das Filtrieren von Kleinstlebewesen, die er mit Hilfe seiner Tentakelkrone fängt. Die Tentakelkrone wird von zwei am Kopf des Wurmes ansitzenden Tentakelträgern gebildet. Die Tentakelträger stellen somit einen feinmaschigen Fangapparat dar.

## Biologie
Die Röhre kann eine Länge von 15 cm und einen Durchmesser von 1 cm erreichen. Der Tentakelkranz misst einen maximalen Durchmesser von 3 cm.
Die Tentakelkrone besteht aus zwei gleich gestalteten Hälften, die trichterförmig oder leicht spiralig angeordnet sind. Die Kalkröhre ist sehr solide und weniger beweglich als bei den verwandten Sabellidae.
Die Färbung der Tentakelkronen ist variabel und reicht von Weiß, Orange bis zu Rot.

## Aquaristik
Trotz der für Aquarien optimalen Größe ist die Art äußerst selten in Meerwasseraquarien zu sehen. Wie alle Mittelmeerbewohner hat auch diese Art bezüglich der Temperatur und der Lebensbedingungen besondere Ansprüche, die nicht mit der normalen Meerwasseraquaristik konform sind. Der glatte Kalkröhrenwurm kann jedoch häufig in zoologischen Großaquarien besichtigt werden.

## Synonyme
Protula (Protula) tubularia (Montagu, 1803)
Protula (Protula) tuburalia (Montagu, 1803)
Protula (Psygmobranchus) protensa non Gmelin, Philippi, 1844
Protula (Psygmobranchus) tubularia (Montagu, 1803)
Protula borealis M. Sars, 1866
Protula capensis McIntosh, 1885
Protula elegans Milne Edwards, 1845
Protula meilhaci Soulier, 1908
Protula protensa non (Gmelin, 1791), sensu Philippi, 1844
Protula rudolphi Risso, 1826
Protula tabularia (Montagu, 1803)
Protula tubularia capensis McIntosh, 1885
Protula tubularia tubularia (Montagu, 1803)
Psygmobranchus elegans (Milne Edwards, 1845)
Psygmobranchus intermedius Marion, 1875
Psygmobranchus pratensis (Gmelin, 1791)
Psygmobranchus protensus non Gmelin, sensu Philippi, 1844
Psygmobranchus simplex Quatrefages, 1866
Psygmobranchus tubularis (Montagu, 1803)
Serpula arundo Turton, 1819
Serpula tubularia Montagu, 1803